# Смажені кальмари

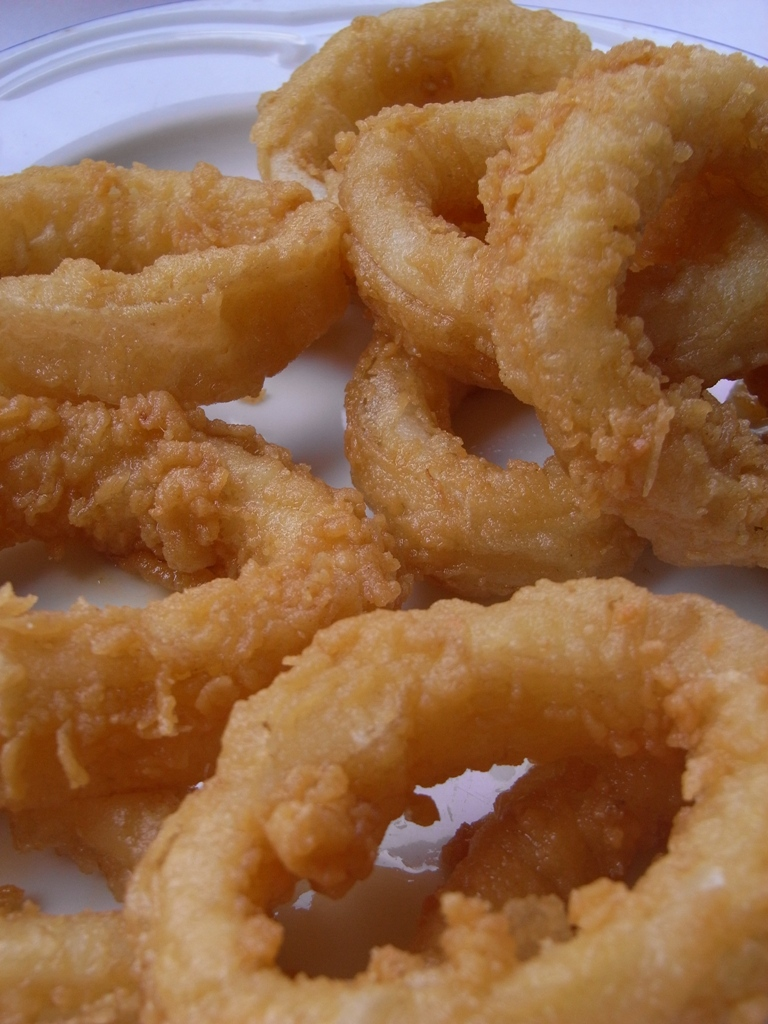
Смажені кальмари

Смажені кальмари — популярна страва середземноморської кухні, що має вигляд обкачаних в пшеничному або нутовому борошні та обсмажених в олії кілець кальмара. До складу кляру також часто входять яйця, пиво. Для обсмажування також використовуються панірувальні сухарі. Типова страва мадридської кухні.
В Іспанії часто пропонується в барах як закуска тапас в холодному вигляді сервірованими зі скибочкою лимона. Смажені кальмари також подаються в бутербродах. Напівфабрикати заморожених кальмарів, готових до обсмажування, можна придбати в більшості іспанських супермаркетів.